# تيريماس المقدوني
تيريماس المقدوني كان ملك دودونا في إبيروس. ثم أصبح الملك الثالث لمملكة مقدونيا القديمة خلف والده كوينوس بن كارانوس على عرش مقدونيا دام حكمه 38 عاما وذلك بحسب قائمة السلالات الملكية الحاكمة. بينما يرى ديودورس الصقيلي بأنه حكم لمدة 43 عاما خلفه على العرش الملك بيرديكاس الأول المقدوني.

## عن عائلته
هو الابن الوحيد لكوينوس بن كارانوس زوجته كيونيكي بينما والدته غير معروفة ويحتمل بأن يكون هو والد بيرديكاس الأول المقدوني وبحسب الميثولوجيا القديمة فإن ابنته هي أوييبي التي حملت بأوديسيوس وأويريالوس الذي قتله أبوه بغير قصد